# 569
569 је била проста година.

## Догађаји
- Цар Јустин II и његова супруга Софија шаљу реликвију „Правог крста“ франачкој принцези Радегунд, која је основала манастир у Поатјеу.
- Гарамантска краљевина (модерна Либија) потписује мировни уговор са Византијским царством. Главни град Гарама је примио хришћанство.
- Септембар – Лангобарди освајају Форум Иулии (Цивидале дел Фриули) у североисточној Италији. Касније током године Лангобарди освајају Милано.
- Гисулф I, нећак Албоина, именован је за првог војводу Фурланије.
- Ал-Мундир III је наследио свог оца Ал-Харита и постао краљ Гасанида.
- Нубијско краљевство Алодија су византијски мисионари преобратили у хришћанство (према Јовану Ефеском).
- Јован Ефески завршава своја „Житија источних светаца“.
- 19. новембар – У Поатјеу се први пут пева „Векилла Регис“ током процесије.
- Сабор у Керлеону (Велс) против пелагијанизма.